# Vladimír Kobranov
Vladimír Kobranov, född 4 oktober 1927 i Černolice, död 25 oktober 2015 i Zürich, var en tjeckoslovakisk ishockeyspelare.
Han blev olympisk silvermedaljör i ishockey vid vinterspelen 1948 i Sankt Moritz.